# 幾乎
在數學中，尤其是在集合論裡，若談及無限集合，幾乎這一詞會被用來指「除了有限多個之外的所有元素」。
換句話說，一無限集合 L 的無限子集 S 幾乎是 L ，若其差集 L\S 是有限的。
例子：
- 對任意在自然數 N 中的  k 而言，集合 {\displaystyle S=\{n\in \mathbf {N} |n\geq k\}} 幾乎是 N ，因為只會有有限多個少於 k 的自然數。
- 質數的集合不幾乎是 N ，因為存在無限多個不是質數的自然數。

幾乎在概念上和測度論的「幾乎處處」很相似，但不完全一樣。例如，康托爾集合是個不可數集合，但卻為零勒貝格測度。所以，一個在 (0,1) 間的實數「幾乎處處」是康托爾集合的補集，但說康托爾集合的補集「幾乎」為 (0,1) 的實數則是不正確的。

## 另見
- 幾乎所有
- 幾乎一定
- 幾乎必然